# Тунджа (ледник)
Вижте пояснителната страница за други значения на Тунджа.
Тунджа (на английски: Tundzha Glacier) е ледник на остров Ливингстън в Антарктика.
Наименуван е в чест на река Тунджа на 4 ноември 2005 г.
Ледникът е с размери 14 km по направление изток – запад и 4,5 km по направление север – юг. Разположен е западно от южния край на ледника Съединение, северозападно от Пимпирев ледник, северно от ледника Камчия, североизточно от ледника Верила и източно от ледника Берковица. Спуска се западно от хребет Терес, северно от ледодела между протоците Дрейк и Брансфийлд, и източно от връх Сноу. Оттича се на север и се влива в залива Хироу между нос Авитохол на запад и нос Сидинс на изток.
Извършено е българско картографиране през 2009 г.

## Карти
- L.L. Ivanov et al. Antarctica: Livingston Island, South Shetland Islands (from English Strait to Morton Strait, with illustrations and ice-cover distribution). Топографска карта в мащаб 1:100000. София: Antarctic Place-names Commission of Bulgaria, 2005.
- Л. Иванов. Антарктика: Остров Ливингстън и острови Гринуич, Робърт, Сноу и Смит. Топографска карта в мащаб 1:120000. Троян: Фондация Манфред Вьорнер, 2009. ISBN 978-954-92032-4-0